# Pêche à la loutre

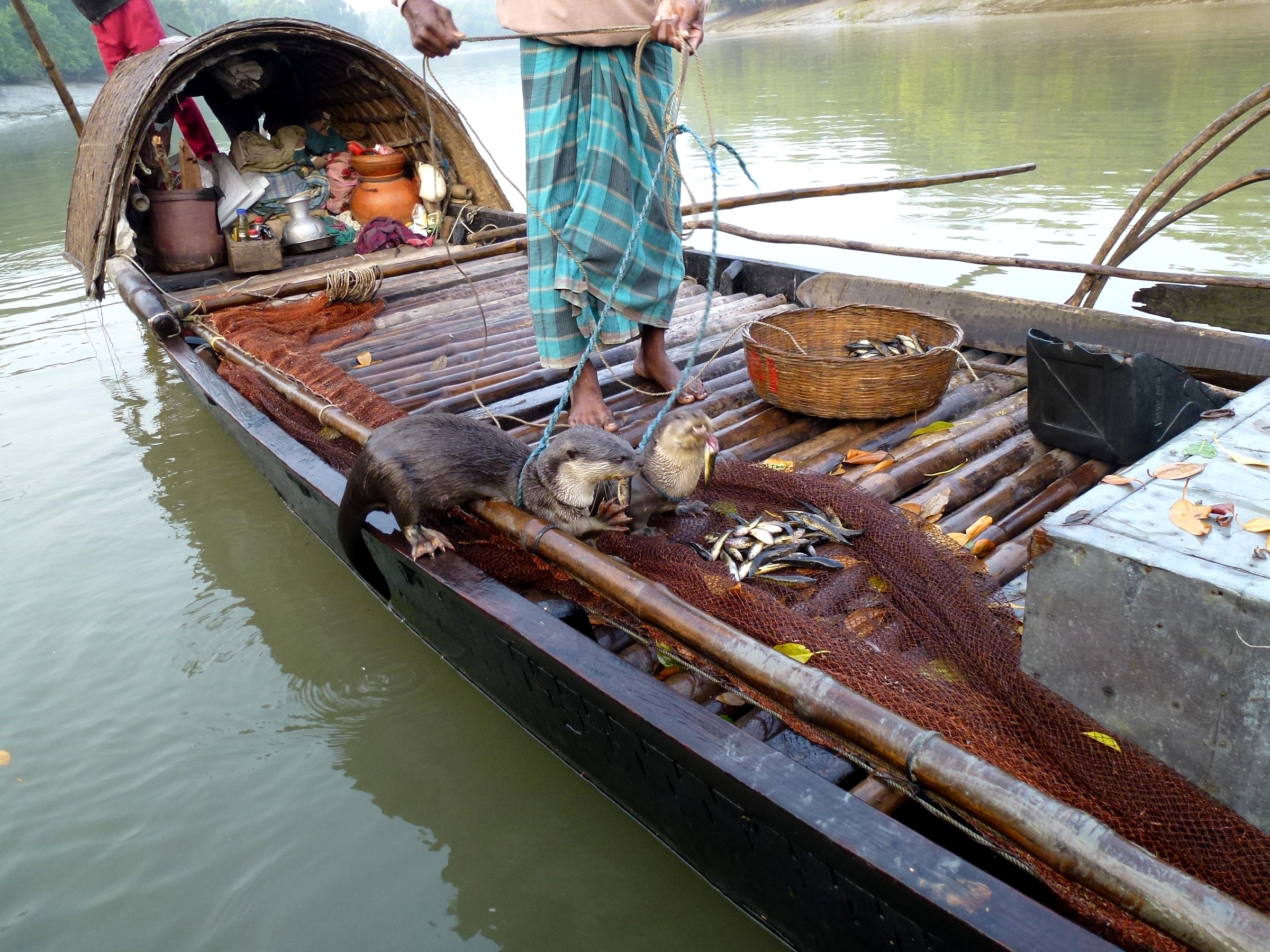
Pêche à la loutre dans les Sundarbans.

La pêche à la loutre est une technique de pêche qui utilise des loutres dressées pour pêcher en rivière. Cette méthode est pratiquée depuis le VIe siècle dans diverses régions du monde et est toujours pratiquée dans le sud du Bangladesh.

## Historique
La pêche à la loutre est historiquement pratiquée dans un certain nombre de régions, notamment en Europe centrale, en Afrique du Nord, dans les îles britanniques, en Scandinavie, en Asie du Sud, en Asie du Sud-Est, en Chine et en Amérique du Sud,.
Les premières traces de pêche à la loutre proviennent de la région chinoise du Yangtsé, sous la dynastie Tang (618-907), et ont été observés au XIIIe siècle par Marco Polo sur le fleuve Yangtsé. En Chine, la pêche à la loutre était pratiquée à des fins de subsistance et également collectivement dans un but lucratif. Les Chinois auraient appris ces techniques auprès des pêcheurs d’Asie du Sud-Est. En Inde, la pêche à la loutre était pratiquée dans les bassins fluviaux de l'Indus et du Gange, au Bengale et dans le sud de l'Inde, le long de la côte de Coromandel,.

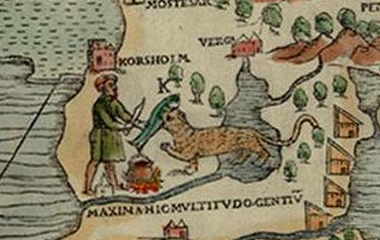
Détail de la Carta Marina d'Olaus Magnus (1539).

La pêche à la loutre était connue en Europe dès le XVIe siècle. Les Scandinaves dressaient des loutres pour attraper la truite. Olaus Magnus, archevêque d'Uppsala, a publié un tome en 1555, De Gentibus Septentrionalibus (« Des Nations du Nord »), qui comprend un croquis d'une loutre en train de pêcher. L'un des motifs de la carte de Scandinavie de Magnus datant de 1539, Carta marina, représente une loutre allant chercher un poisson pour son maître, qui est prêt avec un couteau et un récipient de cuisson sur le feu.
La pêche à la loutre était connue en Angleterre, en Écosse, en Allemagne et en Pologne. La première mention de la pêche à la loutre dans les îles britanniques date de 1480, tandis que la méthode de dressage des loutres est décrite dans le livre de 1653 sur la pêche à la ligne d'Izaak Walton, Le Parfait Pêcheur à la ligne (The Compleat Angler). Les sportifs individuels des Amériques et d’Europe utilisent également les loutres pour la pêche sportive. Les sportifs britanniques qui ont servi dans le sud de l’Inde au cours des premières années du Raj sont connus pour importer cette pratique chez eux en Europe.
La pêche à la loutre est également signalée en Amérique centrale et en Amérique du Sud. Une histoire de création des Maxacali, peuple autochtone du Brésil, suggère que la pratique de la pêche à la loutre était peut-être répandue dans le passé. Les pêcheurs de Guyane ont utilisé une tactique différente : ils observaient où une loutre déposait ses prises et volaient ensuite le poisson.

## Technique
Dans l'Ancien Monde, deux espèces de loutres ont été principalement utilisées pour la pêche à la loutre : la loutre d'Europe (Lutra lutra), principalement en Europe et en Afrique du Nord, et la loutre à pelage lisse (Lutrogale perspicillata), principalement en Asie du Sud et en Chine. Dans le Nouveau Monde, la loutre géante (Pteronura brasiliensis) a été utilisée, généralement en Amérique du Sud.
Olaus Magnus a écrit que la loutre va souvent chercher la prise pour son maître mais « de temps en temps, elle oublie et mange le poisson ». Le livre de 1653 d'Izaak Walton décrit des bébés loutres, âgés de trois à quatre mois, domestiqués et dressés. Les loutres étaient muselées pour les empêcher de manger du poisson et attachées par des laisses à leur maître. Les loutres chassaient ensuite les poissons d'un étang jusqu'à un filet. Une autre technique consistait à immerger les filets et à amener les loutres à y guider les poissons, après quoi les filets, ainsi que les loutres et les prises, étaient récupérés.
Dans la Chine ancienne, la loutre portait sur son corps un harnais de cuir auquel était attachée une chaîne de fer. L'autre extrémité de la chaîne était soit attachée au bateau du pêcheur, soit à une perche en bambou. Le pêcheur jetait son filet circulaire, lesté sur les bords, et le tirait à lui. Au fur et à mesure que le filet était ramené, la loutre était introduite dans le filet par une petite ouverture. Son rôle était de rechercher et de déranger les poissons cachés dans les coins et recoins et de les forcer à entrer dans le filet pour qu'ils soient piégés. La loutre était ensuite récompensée en cas de bonne capture. La pratique consistant à utiliser des loutres pour guider les poissons dans les filets était répandue en Asie et est encore pratiquée dans le sud du Bangladesh.

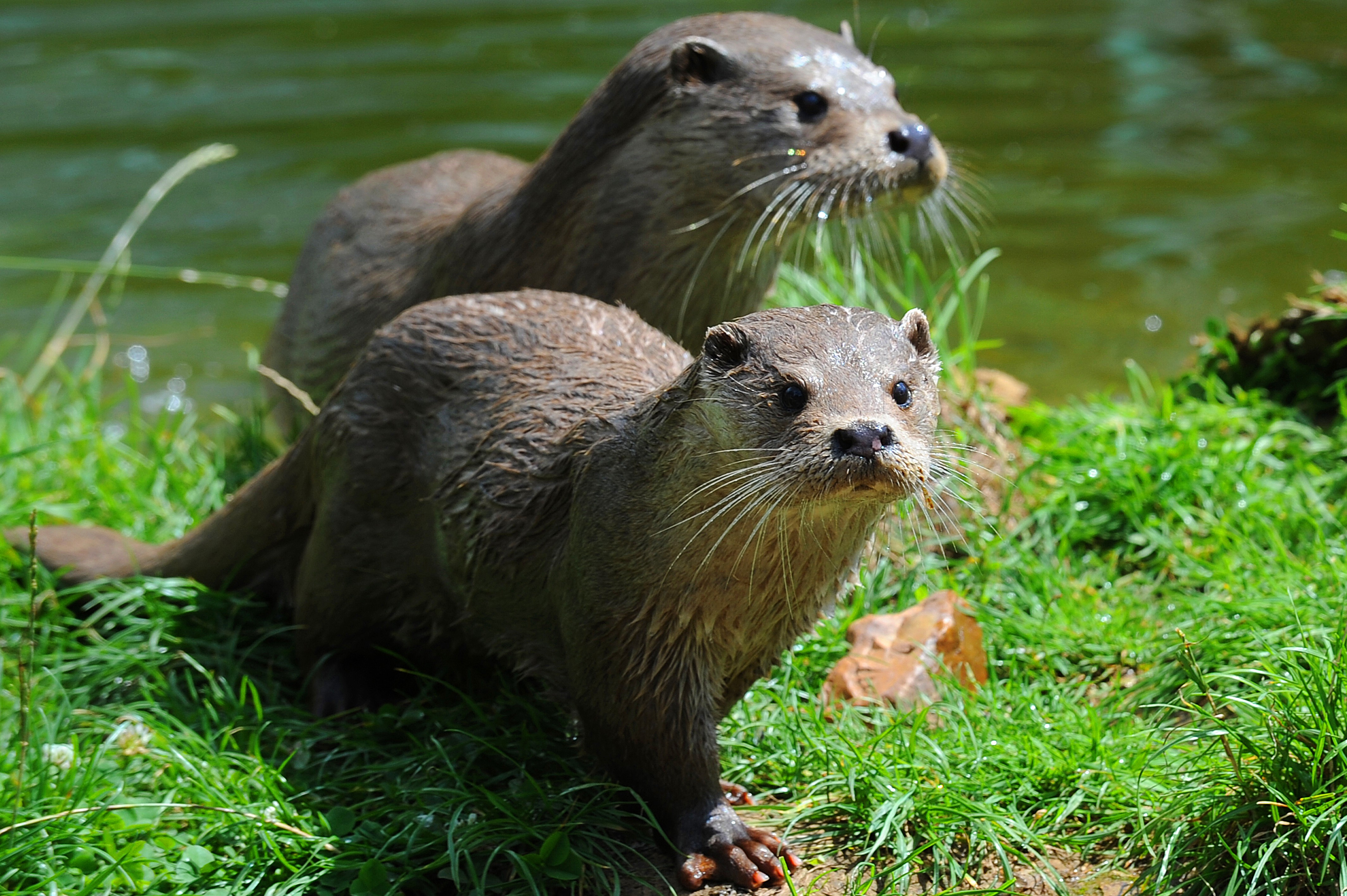
Loutre d'Europe (Lutra lutra).
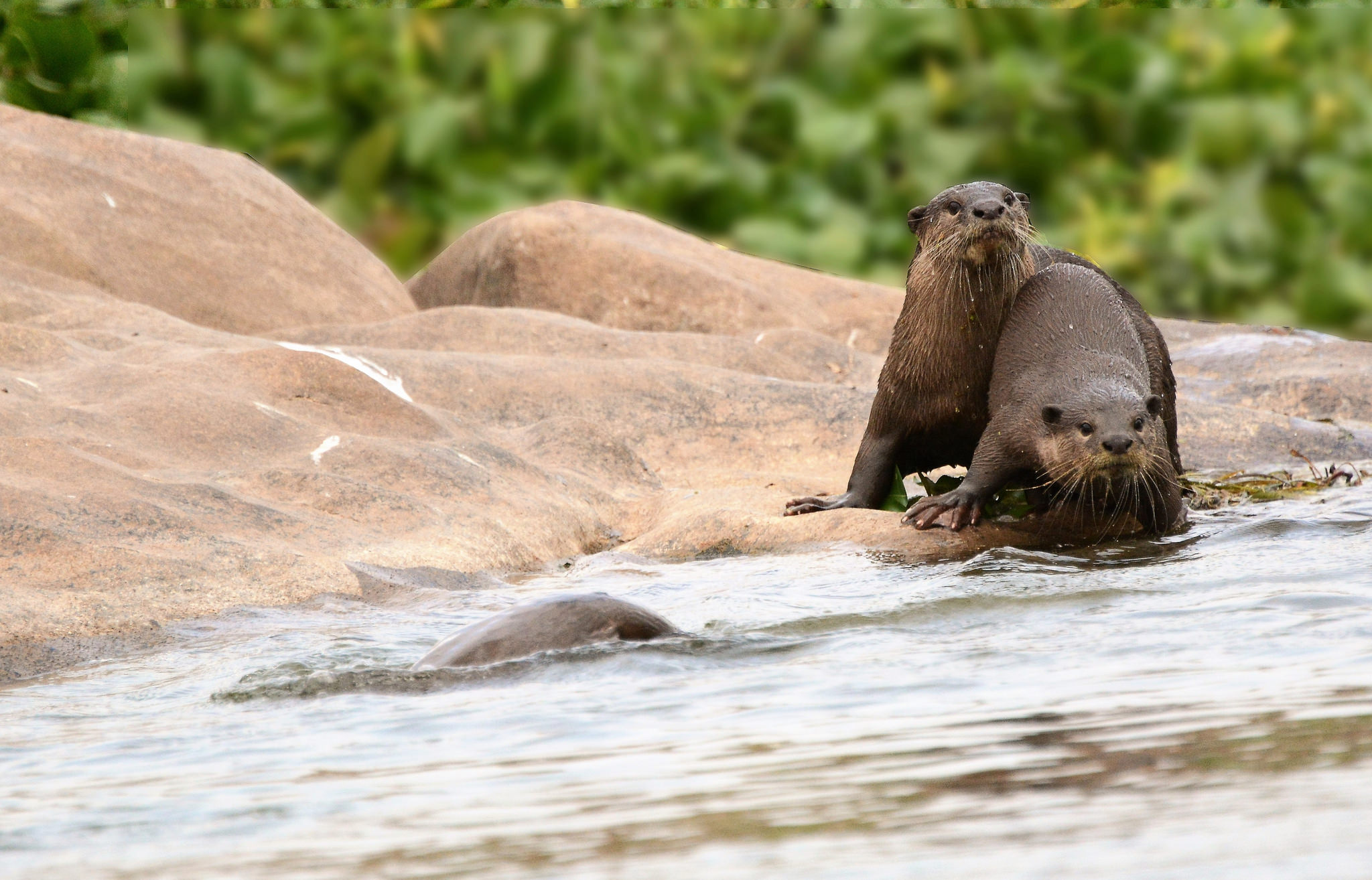
Loutre à pelage lisse (Lutrogale perspicillata).
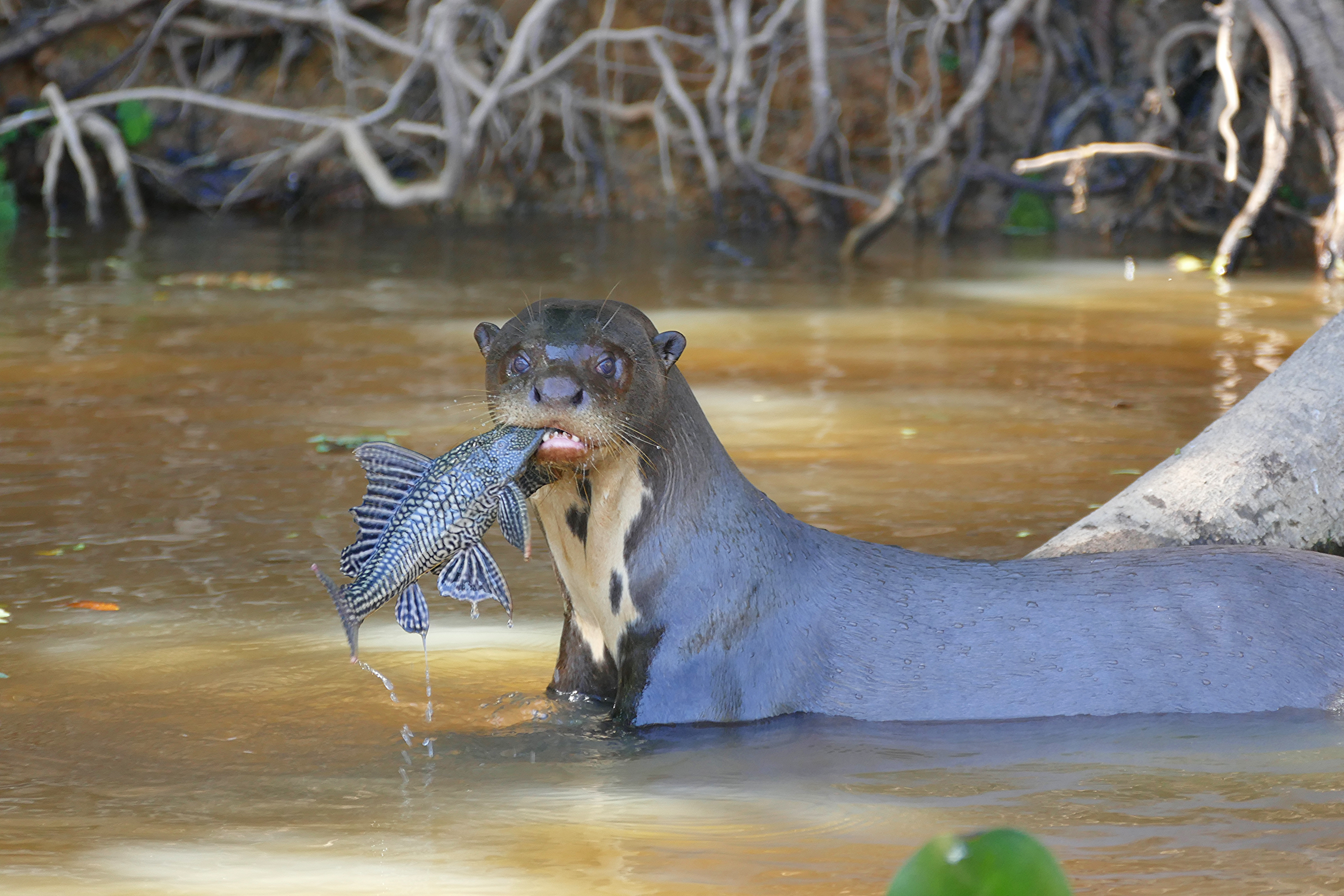
Loutre géante (Pteronura brasiliensis).

## Bangladesh
La pêche à la loutre est toujours pratiquée dans les districts de Narail et de Khulnâ, près des Sundarbans, au sud du Bangladesh. Dans cette région, la pêche à la loutre est une pratique familiale traditionnelle, transmise de génération en génération par les pêcheurs qui élèvent les loutres et les dressent à chasser les poissons dans leurs filets. Dans le passé, Lutra lutra et Lutrogale perspicillata étaient utilisées pour la pêche à la loutre, mais aujourd'hui, seule L. perspicillata est utilisée. La pêche à la loutre se fait généralement de nuit entre 21h et 5h du matin. La capture moyenne d'un seul bateau au cours d'une nuit varie de 4 à 12 kg de crabes, poissons et crevettes. Feeroz et al. (2011) ont enregistré une population de 176 loutres domestiques parmi 46 groupes de pêcheurs dans ces districts, dont 138 étaient des animaux de travail. Le manque de poisson, les changements recherchés dans les moyens de subsistance par les jeunes et les méthodes de pêche plus économiques ont considérablement réduit le nombre de pêcheurs aux loutres. Ce type de pêche est en train de disparaître.